# Câine de poliție
Un câine de poliție sau câine polițist este un câine care a fost antrenat special pentru a ajuta poliția și alte forțe de ordine. Aceștia trebuie să caute explozibili și droguri, să găsească persoane dispărute, să adune probe de la locul crimei, să protejeze publicul și să elimine infractorii care evadează sau încearcă să atace ofițerii de poliție. Ciobănescul german, malinoisul belgian, Bloodhound, ciobănescul olandez și membrii familiei retriever sunt cele mai populare rase.
K9 este abrevierea atât pentru câinii de poliție, cât și pentru unitatea canină de poliție propriu-zisă. K9 poate reprezenta și „canis”, Canis fiind numele de gen pentru câini, lupi, coioți și șacali.

## Dresajul
Deoarece pregătirea conductorului canin este pe primul loc, dresajul câinilor polițiști este o operațiune care necesită foarte mult timp. Pentru a se asigura că vor fi capabili să dreseze câinele cât mai bine, conductorii canini trec printr-un proces riguros de pregătire. Înainte de a fi calificat să se transfere la o unitate canină de specialitate, conductorul canin trebuie să termine mai întâi pregătirea necesară la școala de poliție și să dobândească unul sau doi ani de experiență în patrulare.
Câinii de poliție sunt fie dresați pentru un singur scop, fie pentru două scopuri. Câinii cu un singur scop sunt de obicei folosiți pentru urmărire, întărire și protecție personală. Cu toate acestea, câinii cu două scopuri sunt mai comuni. Pe lângă faptul că îndeplinesc toate funcțiile câinilor cu un singur scop, câinii cu două scopuri pot, de asemenea, să adulmece fie explozibili, fie droguri. Câinii pot fi antrenați doar pentru una sau alta, deoarece nu sunt în măsură să spună unui ofițer dacă au descoperit explozibili sau droguri. În majoritatea jurisdicțiilor din Statele Unite, atunci când un câine de narcotice avertizează poliția că a localizat ceva, polițistul are motive întemeiate pentru a percheziționa obiectul pe care l-a găsit câinele (cum ar fi o geantă sau un vehicul) fără un mandat.

## Rase specifice
Airedale terrier, Akitas, Groenendaels, câinii Malinois, câinii de munte Bernese, Bloodhound, Border Collie, Boxer, Bouvier des Flandres, câinii ciobănești croați, Dobermann Pinscher, Ciobănesc german, Pointeri germani cu părul scurt, Golden Retriever, Labrador Retriever, Rottweiler și Springer Spaniel englezesc se numără printre rasele de câini populare folosite de forțele de ordine.